# Jānis Dūklavs

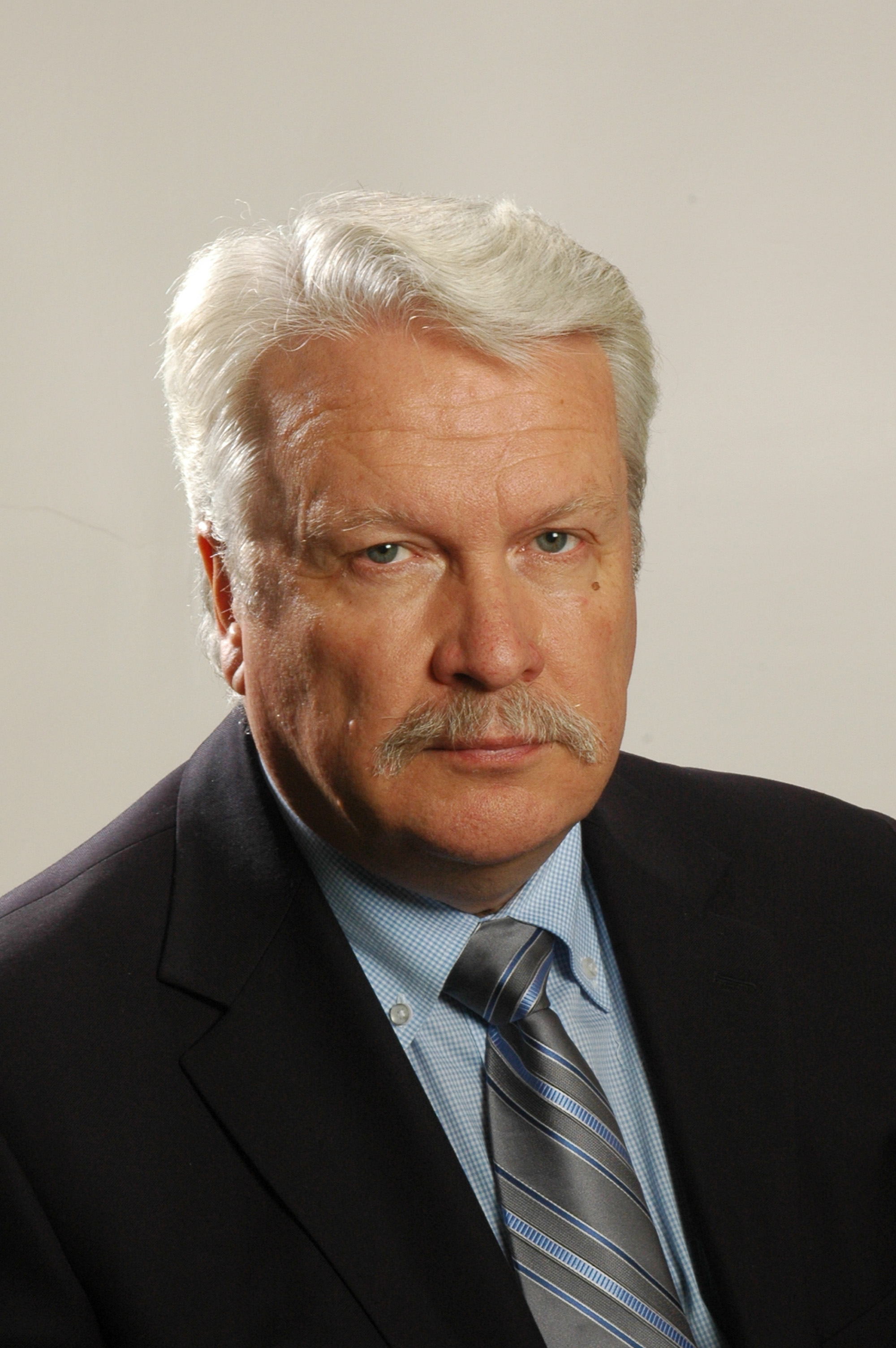
Jānis Dūklavs

Jānis Dūklavs (* 24. November 1952 in Ķegums) ist ein lettischer Politiker der Zaļo un Zemnieku savienība.

## Leben
Jānis Dūklavs besuchte nach seinem Abitur in Jaunjelgava ab 1971 die Lettische Landwirtschaftliche Universität. Dort erhielt er 1976 einem Abschluss als Forstingenieur.
Ab März 2009 war Dūklavs Landwirtschaftsminister im Kabinett Dombrovskis I und im Kabinett Dombrovskis II sowie im Kabinett Straujuma I, im Kabinett Straujuma II und im Kabinett Kučinskis. Seit 2010 ist er (unterbrochen von seiner Tätigkeit als Minister) Abgeordneter in der Saeima, dem lettischen Parlament.